# 扁桃酸
扁桃酸（化学式：C8H8O3），又名苦杏仁酸、苯乙醇酸，学名α-羟基苯乙酸。

## 性质
白色斜方片状结晶，露置遇光变色分解。易溶于乙醚和异丙醇，溶于水和乙醇。
扁桃酸及其衍生物在体内是肾上腺素和去甲肾上腺素被单胺氧化酶和儿茶酚胺-O-甲基转移酶的代谢产物。扁桃酸分子中有一个手性碳原子，因此有(R)型和(S)型两个对映体。(R)-型在 160°C 逐渐外消旋化。
异构体有甲酚酸（2-羟基-3-甲基苯甲酸）和2-甲氧基苯甲酸。

## 历史
扁桃酸是扁桃苷的水解产物之一，最早也是由 J. W. Walker 和 V. K. Krieble 在1909年通过用稀盐酸水解扁桃苷而制得。

## 制取
1、由苯甲醛与氰化钠和亚硫酸氢钠水溶液反应而得。这个过程中苯甲醛先与亚硫酸氢钠生成醛的亚硫酸氢钠加成物，它被氰基取代生成扁桃腈，最后扁桃腈用酸水解得到扁桃酸。
2、由异丙苯法制苯酚的副产苯乙酮氯化得二氯苯乙酮，然后与稀碱反应水解，得扁桃酸。
3、由苯与乙醛酸在乙酸和硫酸作用下反应制备。

## 用途
用作合成中间体，在医药上用于合成环扁桃酸酯、头孢羟唑、羟苄唑、匹莫林等药物。也用作防腐剂。
有机合成中扁桃酸是很好的对映体胺、醇的拆分试剂，可作为不对称还原、Diels-Alder反应的手性模板，也可作为手性反应的起始物。